# Michael Finnegan
Michael Finnegan (ur. jako Michael Myvett w 1951 w ówczesnym Hondurasie Brytyjskim) – belizeński polityk, członek Zjednoczonej Partii Demokratycznej, poseł z okręgu Mesopotamia oraz minister budownictwa i rozwoju miast (od 2008).

## Życiorys
Działalność społeczno-polityczną rozpoczął na przełomie lat 60. i 70. XX wieku. Początkowo działacz antywojenny, zbliżony do organizacji United Black Association for Development, przez pewien czas współpracował z politykami Zjednoczonej Partii Ludowej, ostatecznie – w 1973 – związał się ze Zjednoczoną Partią Demokratyczną i z jej ramienia kandydował do parlamentu.
Od 1993 po raz pierwszy dostał się do niższej izby belizeńskiego parlamentu, wygrywając wybory w okręgu Mesopotamia. W 1998 i w 2003 również zdobywał mandat poselski.
7 lutego 2008 kolejny raz wygrał wybory parlamentarne w okręgu zdobywając 1653 głosy. Został członkiem Izby Reprezentantów, w po pokonaniu Austina Waighta z PUP stosunkiem głosów: 76,92% do 22,15%
14 lutego premier Dean Barrow powołał go do swojego rządu na stanowisko ministra budownictwa i rozwoju miast.
W kolejnych wyborach 7 marca 2012 Finnegan ponownie dostał się do Izby Reprezentantów z okręgu Mesopotamia, w którym pokonał przedstawiciela PUP: Philipa Palacio, zdobywając 1841 głosów (stosunek głosów: 81,6% do 16,84%)
Pięć dni później premier Dean Barrow ponownie powierzył mu funkcję ministerialną w swojeim drugim rządzie.

## Życie prywatne
Jest szwagrem premiera Deana Barrowa, żonatego z siostrą Finnegana – Frances Imeon Myvett oraz wujem Shyne’a.
Finnegan w 2010 zachorował na raka prostaty, ale udało mu się przezwyciężyć chorobę.